# 垒壁阵增五
垒壁阵增五，即双鱼座24（24 Psc）是双鱼座的一个聚星系统，视星等为+5.93，距离地球约448光年。